# Mecklenburg
 Ovo je glavno značenje pojma Mecklenburg. Za druga značenja pogledajte Mecklenburg (razdvojba).
Mecklenburg (donjonjemački: Mekelnborg) je regija na sjeveru Njemačke. Mecklenburg se stoljećima razvijao kao posebna država sa svojstvenom kulturom i poviješću. Danas predstavlja zapadni i veći dio pokrajine Mecklenburg-Zapadno Pomorje.

## Zemljopis
Mecklenburg danas ima površinu od 15.721 km ². Na zapadu graniči s pokrajinom Schleswig-Holsteinom i Donjom Saskom, na jugu s Brandenburgom, dok je na istoku i djelomično na sjeveru Zapadna Pomeranija. Prirodne granice čine na sjeveru Meclenburški zaljev Baltika, Libečki zaljev i rijeka Trave na zapadu. Na jugozapadu je rijeka Elba, dok su na istoku 3 rijeke: Recknitz, Trebel i Peene.
Oblast se većim dijelom sastoji od ravnica. Karakteristične su morene i jezera (Miric, Šverinsko jezero). Najviše uzvišenje je na 179 metara.

## Ime i povijest
Ime Mecklenburg potječe od imena zamka Mikilenburg ("veliki zamak"), koji se nalazi između Schwerina i Wismara. U njemu je bio drevni dom vladarske dinastije Mecklenburg.
Krajem antičkog doba ovdje su živjela germanska plemena (rugi, Vandali, Varini, Svevi) koja su se kasnije odselila. O prisustvu Slavena od 5 do 7. stoljeća (pleme bodriće) svjedoče mnogi toponimi na ovom području. Saksonci su zauzeli Mecklenburg u 12. stoljeću i kistijanizirali stanovništvo. Od 10. stoljeća trajala je migracija Nijemaca prema krajevima na istoku, uključujući Mecklenburg, a vrhunac je dosegnula u 14. stoljeću. Godine 1621. teritorij je podijeljen na vojvodstva Mecklenburg-Schwerin i Mecklenburg-Güstrow. Loza vladara Güstrow je izumrla 1701., tako da je njihova zemlja podijeljena između obitelji Mecklenburg-Schwerin i nove vladarske obitelji Mecklenburg-Strelitza. Ova vojvodstva su 1815. dobila status velikih vojvodstava, ali su i potpala pod zaštitu Pruske. Vlast vojvoda je okončana 1918. Od 1918. do 1933. vojvodstva su bila slobodne države unutar Weimarske Republike.

## Stanovništvo
Najveći gradovi u Mecklenburgu su Rostock, Schwerin, Neubrandenburg i Wismar. Ovo je rijetko naseljena regija. Glavne gospodarske aktivnosti su poljoprivreda i turizam.